# ایباراتس
شهر ایباراتس (به روسی: Ибарац) در کشور مونته‌نگرو واقع شده‌است. جمعیت این شهر ۳٫۰۲۶ نفر  است.